# Callistege suffusa
Callistege suffusa är en fjärilsart som beskrevs av W. Warren 1913. Callistege suffusa ingår i släktet Callistege och familjen nattflyn. Inga underarter finns listade i Catalogue of Life.